# Michalis Kasapis
Michalis Kasapis (gr.: Μιχάλης Kασάπης; ur. 6 czerwca 1971 w Atenach) – grecki piłkarz występujący na pozycji pomocnika. Trener piłkarski.

## Kariera klubowa
Kasapis karierę rozpoczynał w 1988 roku w pierwszoligowym Lewadiakosie. W sezonie 1990/1991 spadł z nim do drugiej ligi. W 1993 roku został zawodnikiem pierwszoligowego zespołu AEK Ateny. W 1994 roku wywalczył z nim mistrzostwo Grecji. W kolejnych latach, cztery razy zdobył z nim też Puchar Grecji (1996, 1997, 2000, 2002). Graczem AEK-u był do końca sezonu 2003/2004. Następnie odszedł do drugoligowego Trasiwulosu, a w 2005 roku zakończył tam karierę.

## Kariera reprezentacyjna
W reprezentacji Grecji Kasapis zadebiutował 27 kwietnia 1994 w wygranym 5:1 towarzyskim meczu z Arabią Saudyjską. W latach 1994–2002 w drużynie narodowej rozegrał 37 spotkań.